# باريس تورز 1985
باريس تورز 1985 هو سباق دراجات هوائية، وهو الموسم رقم 79 من باريس تورز، وأقيم في 6 أكتوبر 1985.
فاز بالمركز الأول ودو بيترز، وبالمركز الثاني مورينو أرجنتين، وبالمركز الثالث شون كيلي.

## الفائزون
| الترتيب | الفائز         |
| ------- | -------------- |
| الفائز  | ودو بيترز      |
| الثاني  | مورينو أرجنتين |
| الثالث  | شون كيلي       |